# Expansion du français au Sénégal
 (juillet 2016).
L'expansion du français au Sénégal commence avec la colonisation.

## Histoire
Les différentes ethnies dont les langues sont soit devenues langues nationales, soit tombées dans l’oubli, ont eu un rôle déterminant dans l’évolution du territoire sénégalais, bien que les colons français l’aient métamorphosé.
Au XVe siècle, période des grandes découvertes et de l’expansion commerciale de l’Europe, l’explorateur portugais Bartolomeu Dias découvre le Cap vert. Grâce à cette découverte, les portugais purent y installer un de leurs nombreux comptoirs commerciaux. Ils eurent par la suite la permission papale d’explorer le continent africain. Pour effectuer de telles expéditions, les européens profitèrent de la main d’œuvre africaine au sein de ce que l’on appelle aujourd’hui le commerce triangulaire. De plus, les Européens, qui se considéraient comme la race la plus à l’époque, avaient pour intention de perfectionner la population du continent africain. Plus tard, lors de la Conférence de Berlin, s’étant tenue de 1884 à 1885, les différentes nations exploratrices se partagèrent le continent et établirent les frontières étatiques qui demeurent aujourd'hui. Le fonctionnement de cette division était simple : chaque pays gardait le territoire dans lequel ses colons avaient pu s’implanter en tant que colons. Par ce partage, la France hérita donc officiellement du Sénégal, territoire où les colons français s’étaient installés officiellement depuis le début du XIXe siècle.

### Présence du français avant la colonisation
Les Portugais n’ont laissé que très peu de traces dans la nation sénégalaise actuelle. À leur instar, les colons français ont installé des comptoirs commerciaux aux abords du Sénégal à partir du XVIIe siècle et leur installation a perduré jusqu’à la deuxième moitié du XXe siècle. 
Dans son article Une nouvelle place pour le français au Sénégal ?, Omar Ka mentionne l’installation à Saint-Louis en 1816 des premières écoles primaires françaises, fréquentées que par les membres de la haute classe sénégalaise. 
À l’époque, le français est donc la langue de l’élite, parlé par guère plus de 2 % de la population sénégalaise.

### Colonisation
Le français est enseigné au Sénégal comme une langue maternelle, comme en France métropolitaine.
En outre, l’imposition de la langue française était un moyen d’assimilation politique mis en place par les colons. Cette volonté de supplanter la civilisation africaine par la civilisation occidentale était également synonyme de simplification intentionnelle de la situation politique, ethnique et linguistique, similaire à la représentation occidentale de l’époque du sauvage, puis du colonisé. L’administration française a été implantée sur un territoire lébou. Comme le font Dreyfus et Juillard, nous pouvons imaginer que le lébou a été une langue intermédiaire pour les nouveaux arrivants pendant plusieurs décennies. Nous sommes dont très loin de la représentation simpliste du colon civilisateur et tout-puissant, écrasant la culture et ses composantes du colonisé. Il était donc naturel que cette domination s’opère principalement et premièrement dans les écoles primaires, où la langue française était enseignée comme la langue maternelle des élèves. Il faut également préciser qu’elle était la seule langue d’enseignement, ne prenant nullement en compte les autres langues africaines du pays. Les colons souhaitaient donc agir à la racine, espérant engendrer une génération parlant un français normé, la langue française que l’on retrouvait dans le Paris de l’époque. Omar Ka précise que des tentatives de création d’écoles incluant l’enseignement en langue africaine ont eu lieu, notamment celle de Jean Dard qui a essayé d’instaurer le wolof comme langue d’enseignement dans les écoles primaires. Malheureusement, cette tentative se solda par un échec. Cependant, la véritable colonisation du territoire s’étend de 1830 à 1960, année de décolonisation pour l’ensemble des pays africains subsahariens.
Malgré l’installation de nombreuses écoles primaires et l’imposition de la langue française sur la population autochtone, le géographe français Onésime Reclus juge en 1880 qu'au Sénégal, au Gabon, en Cochinchine et au Cambodge « l’avenir au point de vue « francophone » est encore très douteux sauf peut-être pour le Sénégal ».
Dans leur ouvrage, Dreyfus et Julliard dépeignent des portraits ethniques très complets. Ainsi, les Wolof migrèrent vers la région de Dakar et furent choisis pour travailler pour l’administration française. Les lébous, eux, ont nettement perdu de leur prestige à cause de la vente de leurs territoires aux nouveaux migrants. Ces deux dernières descriptions ne sont que deux exemples pris au hasard, mais ils démontrent bien la négligence des colons français par rapport aux caractéristiques essentielles des ethnies et de la civilisation africaine présentes sur le territoire avant leur arrivée sur le continent africain.

### Indépendance
Alors que le français était enseigné au Sénégal comme une langue maternelle, telle que la France l’enseignait à ses enfants, il est décidé en 1964 que le français devait être enseigné telle une langue étrangère. Ce statut de la langue française dans l’enseignement est toujours d’actualité. Or, le premier article de la Constitution du 22 janvier 2001 cite le français comme unique langue officielle et confère aux autres langues majeures, le malinké, le wolof, le sérère, le diola, le soninké et le pular, le statut de langues nationales,. Les 21 langues nationales du pays font toutes partie (à l'exception du hassanya, une langue de la famille afro-asiatique) de la famille nigéro-congolaise : trois langues mandées, le jalonké, le mandinka et le soninké, et dix-sept langues atlantiques, le badiaranké, le baïnouk, le balante, le bassari, le bayot, le bédik, le diola, le léhar, le mancagne, le manjaque, le ndut, le noon, le palor, le peul, le saafi, le sérère ,le wolofet un autre langage utilisé souvent par les lébou applé « kalla »Mais d’autres langues africaines plus rares recouvrent également le territoire. Le site Glottolog en dénombre quarante-huit.
Cette instauration peut être critiquée sur deux points. Tout d’abord, d’après de nombreuses études, le wolof est la langue la plus comprise à travers le pays, et ceci est valable pour toutes les différentes ethnies du Sénégal : en 2015, 72 % des Sénégalais le parlent, alors le français ne serait compris que par 29 % d'entre eux. Certes, ce taux est supérieur à celui de la situation initiale (rien qu'entre 2010 et 2014, on constate une augmentation de 15 % du nombre de locuteurs francophones), et le français s’est propagé grâce à l’enseignement, mais il faut garder en tête que la majeure partie du territoire sénégalais est composé de zones rurales dont la population ne fréquente que très peu l’école. Ce taux reste assez bas également car le wolof demeure toujours la langue vernaculaire du pays. D’ailleurs, François Wioland annonçait déjà en 1965, soit 36 ans avant la Constitution du 22 janvier 2001, que le wolof était en passe de devenir la langue nationale unique, aux côtés du français officiel, tant la langue était prépondérante au sein de la société dakaroise. De plus, il y a une certaine incohérence entre le fait que la langue officielle du Sénégal soit la langue française et le fait qu’elle soit enseignée uniquement comme une langue étrangère. Certes, une telle décision rend justice aux langues africaines dominées, mais cela n’est pas suffisant. La situation de l’enseignement actuelle mériterait d’être analysée plus en profondeur et de rendre la sphère de l’enseignement plus conforme à la réalité sociolinguistique du pays, comme le voudrait Pierre Dumont.
La capitale du pays, Dakar, est le plus grand pôle d’attraction de la nation, ce qui a pour conséquence le développement du multilinguisme majoritairement entre le wolof, le français et les autres langues africaines de la population urbaine.
Le processus de décolonisation, largement provoqué par les effets de la Seconde Guerre mondiale, a eu lieu dès 1960 pour les pays africains subsahariens. Les pays africains purent donc prendre leur indépendance pour la première fois depuis plusieurs siècles de colonisation et de domination européenne. Lors de son indépendance, le gouvernement sénégalais a produit l’entièreté de ses textes officiels en langue française. Le français reste donc toujours la langue protocolaire, que ce soit dans les domaines de l’administration, de la justice, de la politique, de l’enseignement ou de la presse. De manière générale, la langue française reste la langue qui domine tous les secteurs depuis cette période fondamentale pour l’histoire du Sénégal et des autres pays subsahariens.

### Rôle de la Francophonie
La domination actuelle de la langue française au Sénégal n’aurait vraisemblablement pas été identique sans l’apport de Léopold Sédar Senghor. Étudiant à Paris, il écrit sa thèse sur l’exotisme dans la littérature de Baudelaire, et devient, en 1935, le premier Africain à être agrégé. Poète de formation, partisan d’une grammaire franco-française , il est élu premier président de la République du Sénégal en 1960. D’une part fervent défenseur de la Francophonie, il considère le français comme une langue de culture idéale, représentante d’un humanisme à l’échelle mondiale. Il est d’ailleurs très proche du général de Gaulle et souhaiterait voir l’apparition d’une association de pays d’expression française qui serait similaire au Commonwealth. C’est dans un numéro de la revue Esprit auquel il collabore qui impose définitivement le terme « francophonie ». Dans son discours à l’Université Laval, Senghor décrit lui-même ce que « francophonie » signifie pour lui :
« Qu’est-ce que la francophonie ? Ce n’est pas, comme d’aucuns le croient, une « machine de guerre montée par l’impérialisme français ». […] Voilà exactement vingt ans, qu’en 1946, je proclamais, en France, notre volonté d’indépendance, au besoin « par la force » mais, en même temps, notre volonté d’entrer dans une communauté de langue française. […] La francophonie ne sera pas, ne sera plus enfermée dans les limites de l’Hexagone. Car nous ne sommes plus des « colonies » : des filles mineures qui réclament une part de l’héritage. Nous sommes devenus des États indépendants […]. L’essentiel est que la France accepte de décoloniser culturellement et qu’ensemble nous travaillions à la défense et à l’expansion de la langue française comme nous avons travaillé à son illustration. »
D’autre part, Senghor a toujours attaché une grande importance à la notion de fierté d'appartenir à la civilisation africaine et à la présence des langues africaines dans la société sénégalaise. C’est donc par le biais de la langue française qu’il s’attèle à détruire la représentation stéréotypée du sauvage et du colonisé et de promouvoir une image positive et optimiste du continent africain. Si un grand nombre d’écrivains sénégalais choisissent aujourd’hui de publier leurs ouvrages en français, c’est très certainement grâce à cette figure pionnière du Sénégal moderne.

### Situation linguistique actuelle de Dakar
Aujourd’hui, Dakar est devenu un véritable carrefour interethnique et inter-linguistique. Le wolof et le français sont les deux langues les plus usitées pour communiquer dans diverses situations. La langue française est actuellement employée de plus en plus en dehors du domaine de l’enseignement, notamment dans l’administration, mais également dans le monde de la justice. La langue est également largement diffusée par les médias. Quant au wolof, il est la langue la plus largement utilisée pour communiquer, et ce même dans des situations familières ou familiales parmi des personnes de langues maternelles différentes. Le wolof a donc tendance à évincer les autres langues africaines présentes au sein du Sénégal, mais aussi celles venues d’autres pays africains, ou de pays européens (comme l’anglais, assez présent dans le secteur du commerce).
Ainsi, selon l’enquête menée par Dreyfus et Julliard à Dakar et à Ziguinchor, il a été rapporté que le wolof et le français étaient utilisés en alternance dans des conversations entre enfants et parents et entre frères et sœurs, et cela peu importe leur ethnie . Les parents, eux, communiquent surtout entre eux en wolof. Il est important de noter que la langue française est rarement utilisée seule. De ces quelques descriptions faites ci-dessus, nous pouvons postuler que le français est plus volontiers employé par les générations plus jeunes, et que les générations plus anciennes se tournent plus vers leur langue maternelle qui est naturellement moins transmise à leurs enfants. En outre, si les parents n’ont pas la même langue maternelle, celles-ci seront d’autant moins transmises à leurs enfants, et ce sera le wolof qui sera privilégié. Nous pouvons imaginer qu’une utilisation de la langue française exclusive sera réservée à l’élite intellectuelle de la population sénégalaise. Les deux chercheuses ont également décrit les langues employées par les différentes ethnies présentes sur le territoire de Dakar. Une grande majorité des personnes issue de l’ethnie wolof se disent bilingues wolof-français. Un peu plus de la moitié des sujets toucouleur et la plupart des sujets d’origine peule interrogés citent le français comme deuxième langue, mais c’est encore plus probant parmi les jeunes sérères. Dreyfus et Juillard expliquent cette prédominance de la langue française parmi les enfants sérères par la christianisation de l’ethnie, à l’instar des autres ethnies qui ont été islamisées. En outre, toujours selon les deux chercheuses Dreyfus et Juillard :
« L’hypothèse la plus couramment admise sur le changement linguistique amené par l’urbanisation et l’immigration, est que les différents flux migratoires produisent un brassage de populations où les langues, les cultures et les identités ethniques se diluent au profit d’une langue, d’une culture et d’une identité urbaines. Identité qu’il faudrait définir et caractériser, et qui serait plus décelable chez les générations nées à Dakar […]. Ainsi, l’insertion urbaine s’accompagnerait d’un abandon des langues d’origine au profit d’un ou de plusieurs véhiculaires urbains […]. En même temps, la modification des fonctions des langues, le passage du statut de langue vernaculaire au statut de la langue véhiculaire ou inversement, s’accompagnerait de la modification de la forme des langues. »
D’autres hypothèses sont avancées, mais celle-ci nous paraît la plus conforme à la réalité sénégalaise actuelle. De nombreuses personnes de langue maternelle diola, sérère ou autre, ont fait le choix de migrer vers la capitale et ont dû s’adapter aux conditions sociolinguistiques qui y règnent. Cela aura donc eu pour conséquence la perte, ou du moins la réduction de l’utilisation de leur langue maternelle, au profit de l’emploi du wolof ainsi que de la langue française dans des situations communicationnelles interethniques.
Comme nous l’avons vu ci-dessus, il existe un jeu d’alternance entre wolof et langue française très présent dans la capitale sénégalaise, « langues d’intégration urbaines » comme le soulignent Dreyfus et Juillard. En raison du brassage multiculturel des zones urbaines, ce phénomène est surtout perceptible dans les nouvelles générations, c’est-à-dire parmi les enfants qui ont suivi une scolarité en français et dont les parents leur ont transmis leur langue maternelle, le wolof, ou au contraire, qui s’en sont remis à l’emploi du wolof car les deux parents ne possédaient pas la même langue maternelle. Le français va donc entrer dans les domaines jadis réservés aux langues africaines et vice-versa. Selon Daff, c’est le cas dans l’administration ou dans des cadres institutionnels, où seule la langue officielle devrait être exercée . Ce jeu d’alternance n’est pas seulement réservé aux personnes ayant bénéficié d’une scolarisation en français. Ce discours mixte peut avoir lieu dans des conversations familiales, mais également lors de transactions commerciales, par exemple. Ainsi, l’utilisation exclusive du français est très rare et réservée à des cas exceptionnels, comme un discours politique à l’image de ceux de Senghor, par exemple. Le bilinguisme des jeunes Sénégalais de la capitale traduirait donc une double appartenance : d’une part, une identification aux valeurs africaines, par le wolof, et une volonté de s’ouvrir au monde et d’afficher leur appartenance à la Francophonie, d’autre part. Nous ne sommes donc pas si loin de l’idéologie de Senghor, bien que le français utilisé dans ce discours mixte soit de plus en plus éloigné du français standard.
Comme l’indique Pierre Dumont dans son ouvrage Sociolinguistique de l’Afrique francophone, le continent africain présente des réalités qui sont très éloignées des réalités françaises ou qui n’existent tout simplement pas dans la société occidentale. Il est donc légitime que le Sénégal puisse pratiquer non pas la langue française, mais sa langue française.
Le français est la langue officielle du Sénégal, mais les languies courantes sont le wolof, le diola, le malinké, le pular, le sérère et le soninké.
D'après Maurice Calvet : « La langue française connaît actuellement en Afrique sub-saharienne un destin étonnant que l'on aurait eu peine à imaginer il y a dix ans. Cette langue voit s'ouvrir devant elle une carrière à la fois vaste et périlleuse. [...] La très grande majorité de la population ne connaît donc pas le français puisque, au total, 109 000 personnes de quatorze ans ou plus, sur 1 788 000, lisent ou écrivent cette langue. Mais la situation varie beaucoup selon l'âge et le sexe. Dans le groupe des garçons de quatorze ans, un peu plus d'un tiers lit ou écrit le français, alors que chez les filles du même âge, la proportion correspondante n'est que de l'ordre de un septième. La proportion de ceux qui savent lire ou écrire le français décroît ensuite rapidement dans les deux groupes quand l'âge augmente. La situation est également très différente selon les régions. »